# Texarkana (Arkansas)
Texarkana – miasto w Stanach Zjednoczonych, w stanie Arkansas, siedziba administracyjna hrabstwa Miller.

## Demografia
W roku 2000 miasto zamieszkiwało 29 387 osób, a gęstość zaludnienia wynosiła 268,8 osoby/km². W roku 2023 liczba mieszkańców spadła nieznacznie do 29 223 osób, a gęstość zaludnienia do 267,3 osoby/km².

## Edukacja
Edukację publiczną uczniów szkół podstawowych i średnich zapewniają dwa okręgi szkolne:
- Texarkana Arkansas School District prowadzący do ukończenia szkoły średniej w Arkansas. Maskotką liceum jest dzika świnia, która ostatecznie została wybrana do użytku przez University of Arkansas w zamian za używany sprzęt sportowy[3].
- Bardzo mała część miasta znajduje się w Centralnym Okręgu Szkolnym w Genui  prowadzący do ukończenia Centralnej Szkoły Średniej w Genui. Maskotką liceum jest smok z zielono-białymi kolorami szkolnymi.

Możliwości edukacji prywatnej obejmują:
- Trinity Christian School

W 2012 roku Texarkana stała się domem dla filii University of Arkansas Hope-Texarkana (UAHT), uczelni z siedzibą w Hope w Arkansas, a w 2015 roku UAHT rozpoczęła współpracę z University of Arkansas Little Rock, aby oferować programy za pośrednictwem UALR Texarkana, w oparciu o kampus UAHT Texarkana.

## Phantom Killer
Między 22 lutego a 3 maja 1946 roku w okolicach Texarkany zamordowanych zostało 5 osób. Morderca zwany „Phantom Killer” nie został nigdy złapany. O morderstwach nakręcono w 1976 roku film: The Town That Dreaded Sundown (Miasteczko, które bało się zmierzchu), który doczekał się remake’u w 2014.

## Znani ludzie
- Buster Benton, wokalista i gitarzysta bluesowy[6]
- Ben M. Bogard, w 1924 roku założyciel American Baptist Association; mieszkając w Texarkana w stanie Arkansas, w 1914 roku założył wyznaniową gazetę The Baptist Commoner, później w 1917 roku połączoną jako The Baptist and Commoner[7]
- Martin Delray, piosenkarz muzyki country
- Wayne Dowd, senator stanu Arkansas i prawnik
- Prissy Hickerson, była członkini Komisji Autostrad Arkansas, dla której Loop 245 nosi nazwę „Hickerson Highway”; obecny członek Izby Reprezentantów Arkansas z hrabstwa Miller[8]
- Jimmy Hickey Jr.., senator stanu Arkansas z 11. Dystryktu w hrabstwach Miller, Lafayette, Little River, Hempstead i Sevier; Biznesmen z Texarkany
- Mike Huckabee, gubernator; pastor Beech Street First Baptist Church, 1986–1992
- Jeff Keith, wokalista rockowego zespołu Tesla
- Dana Kimmell, aktorka
- Charles B. Pierce, reżyser i producent filmowy The Legend of Boggy Creek i The Town That Dreaded Sundown
- Don Rogers, piłkarz Cleveland Browns w NFL
- Mike Ross, nominowany do gubernatora Arkansas w 2014 roku
- Rod Smith, piłkarz z Denver Broncos w NFL dwukrotny mistrz Super Bowl
- Gunnar Stansson, celebryta YouTube, gwiazda filmów takich jak Unforgivable.
- Jasper Taylor, perkusista jazzowy, nagrywał z Jelly Roll Morton, Freddy Keppard i wieloma innymi
- Dennis Woodberry, zawodnik Washington Redskins w NFL i były mistrz Super Bowl
- Willie Davis, zawodnik Green Bay Packers w NFL i mistrz Super Bowl